# Cuphomorpha tanyceros
Cuphomorpha tanyceros är en fjärilsart som beskrevs av Turner 1939. Cuphomorpha tanyceros ingår i släktet Cuphomorpha och familjen bronsmalar. Inga underarter finns listade i Catalogue of Life.